# Toni Tervonen
Toni Tervonen (Helsinki, 14 marzo 1977) è un ex calciatore finlandese, di ruolo difensore.

## Carriera

### Club
Tervonen vestì la maglia del KuPS, prima di passare al FinnPa. Nel 1999 fu in forza ai norvegesi dello Haugesund, per poi tornare in patria e giocare con le maglie di Zulimanit, KTP e Jokerit.

### Nazionale
Conta 4 presenze e una rete per la Finlandia.